# Milo (Italia)
Milo ('u Milu in siciliano) è un comune italiano di 1 027 abitanti della città metropolitana di Catania in Sicilia.
Il comune, compreso nel parco dell'Etna, fu costituito nel 1955 distaccandosi da quello di Sant'Alfio.

## Geografia fisica
Milo sorge alle pendici orientali dell'Etna ed è frequentata, soprattutto in estate, per il suo clima fresco rispetto alla calura che si riscontra al livello del mare. L'abitato è circondato da boschi che rendono l'aria fresca.

## Storia
Fu il duca Giovanni d'Aragona che intorno al 1340 fece costruire fra i boschi del Milo una chiesa dedicata a Sant'Andrea, alla quale assegnò un feudo ed ordinò che fosse priorato della Chiesa di Catania. Giovanni trascorreva parte della stagione estiva a Milo, dove venivano spesso i potenti per incontrarsi con lui, sicché Milo assunse saltuariamente il ruolo di centro politico estivo della Sicilia. A Milo Giovanni tornò nel 1348, per sfuggire alla peste che imperversava a Catania, ma il viaggio non fu sufficiente a salvargli la vita. Comunque, anche se con la sua morte il paese perse la sua importanza, continuò la sua crescita. In seguito il territorio di Milo fece giuridicamente parte della contea di Mascali fino al 1815, quando il borgo di Giarre acquistò l'autonomia e Milo e Sant'Alfio furono annessi al nuovo comune. Lo sviluppo turistico di Milo ebbe inizio dopo la prima guerra mondiale, quando il fotografo tedesco Wilhelm von Gloeden venne a stabilirsi per qualche tempo a Rinazzo, quartiere fra Milo e Fornazzo.

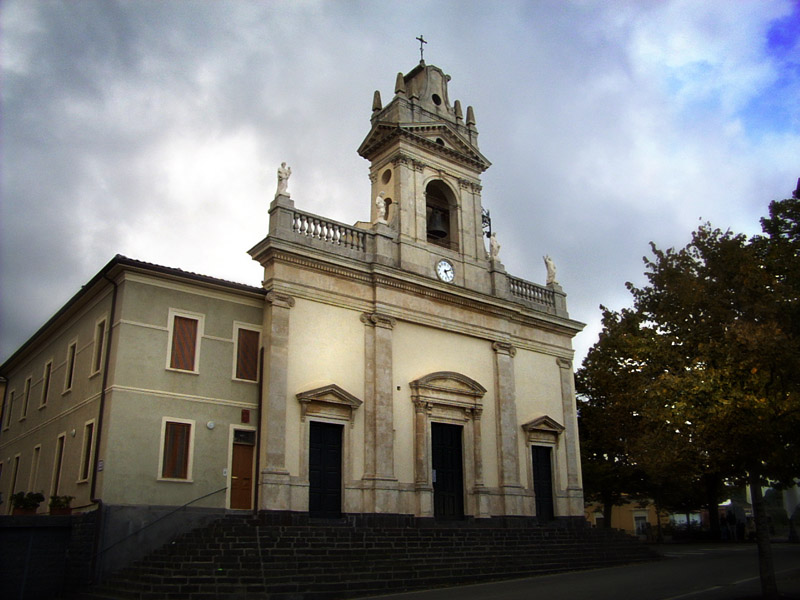
La chiesa madre di Sant'Andrea Apostolo.

Tra il 1950 e il 1951 Milo visse l'esperienza più terribile della sua storia, poiché si aprirono due bocche eruttive a quota 1800 metri ed i milesi furono costretti a rifugiarsi nei centri vicini. Nell'aprile dell'anno seguente, passata la grande paura, il paese si ripopolò ma le ferite inferte al territorio rimasero per sempre. Fu proprio in quei terribili mesi che incominciò a maturare l'idea dell'autonomia comunale. La storia dell'autonomia di Milo era cominciata nel 1923 quando i rappresentanti di Sant'Alfio firmarono un documento nel quale promettevano di concedere l'autonomia, dal momento che i milesi offrivano il loro appoggio nella lotta del comune di Sant'Alfio per ottenere l'autonomia dal comune di Giarre. Nonostante Sant'Alfio fosse riuscito ad ottenere l'autonomia Milo dovette attendere la fine della seconda guerra mondiale quando, ritrovato l'antico documento, fu intrapresa una lunga battaglia finita con la votazione a Sala d'Ercole della legge n. 8 del 29 gennaio 1955 nella quale si decretava che le frazioni di Milo e di Fornazzo fossero erette a comune autonomo.

### Simboli
Lo stemma del comune di Milo non ha concessione formale da parte dello Stato, ma vi si riconoscono alcuni elementi del territorio e della sua storia: i pali di rosso in campo d'oro di Giovanni d'Aragona, la croce di Sant'Andrea con la palma del martirio, l'antico abbeveratoio "Fontana della Rinascita" ed il profilo dell'Etna. Motto: In nemore milensi salus (”Nei boschi di Milo la salute"). Il gonfalone è un drappo di rosso granata.

## Monumenti e luoghi d'interesse

### Centro storico
La piazza principale, all'ingresso del paese, è un belvedere sulla costa ionica e sui comuni dell'entroterra che diradano fino al mare. Alle spalle si erge la chiesa madre, dedicata al patrono sant'Andrea, e costruita con la pietra lavica dell'Etna. Sotto il belvedere sorge la villa comunale e l'anfiteatro Lucio Dalla con un monumento che lo rappresenta, realizzato dallo scultore Carmine Susinni.

### Antico abbeveratoio - Fontana della Rinascita
Grande fontana-abbeveratoio a lastroni di pietra lavica, costruita al centro del paese nel 1911.

### Altro
Nel centro del paese è presente una statua costruita nel 2021 che rappresenta i due cantautori Franco Battiato e Lucio Dalla. Nel dicembre dello stesso anno venne costruito un presepe dedicato ai due cantautori.

## Società

### Evoluzione demografica
Abitanti censiti

## Cultura

### Eventi
- Giarre-Milo, cronoscalata automobilistica.
- ViniMilo, rassegna eno-gastronomica, in settembre.
- Etna Marathon, gara di mountain bike, in settembre.
- Opera Festival, festival di musica contemporanea.

## Economia
L'economia è principalmente agricola, con la viticoltura che interessa la maggior parte della superficie coltivata. Buone risorse provengono anche dal commercio del legname e dal turismo.

## Amministrazione
Di seguito è presentata una tabella relativa alle amministrazioni che si sono succedute in questo comune.
| Periodo          | Periodo          | Primo cittadino       | Partito                     | Carica  | Note  |
| ---------------- | ---------------- | --------------------- | --------------------------- | ------- | ----- |
| 14 giugno 1988   | 7 giugno 1993    | Filadelfo Patanè      | Democrazia Cristiana        | Sindaco | [ 8 ] |
| 7 giugno 1993    | 1º dicembre 1997 | Alfio Nicotra         | Democrazia Cristiana        | Sindaco | [ 8 ] |
| 1º dicembre 1997 | 11 novembre 1998 | Paolo Salvatore Sessa | rinnovamento                | Sindaco | [ 8 ] |
| 17 aprile 2000   | 17 maggio 2005   | Paolo Salvatore Sessa | lista civica                | Sindaco | [ 8 ] |
| 17 maggio 2005   | 1º giugno 2010   | Giuseppe Messina      | Forza Italia                | Sindaco | [ 8 ] |
| 1º giugno 2010   | 4 giugno 2015    | Giuseppe Messina      | lista civica                | Sindaco | [ 8 ] |
| 4 giugno 2015    | in carica        | Alfio Cosentino       | lista civica Uniti per Milo | Sindaco |       |

### Gemellaggi
- La Bourboule[9]
- Otmuchów[9]

## Sport

### Calcio
La principale squadra di calcio della città è l'A.S.D. Milo, mai spintasi oltre le divisioni dilettantistiche territoriali; i suoi colori sociali sono il rosso e l'arancione.

### Ciclismo
Vi opera l'A.S.D. Mongibello Mtb Team, che organizza da anni l'Etna Marathon, importante gara nazionale di mountain bike.